# منطقه صنعتی

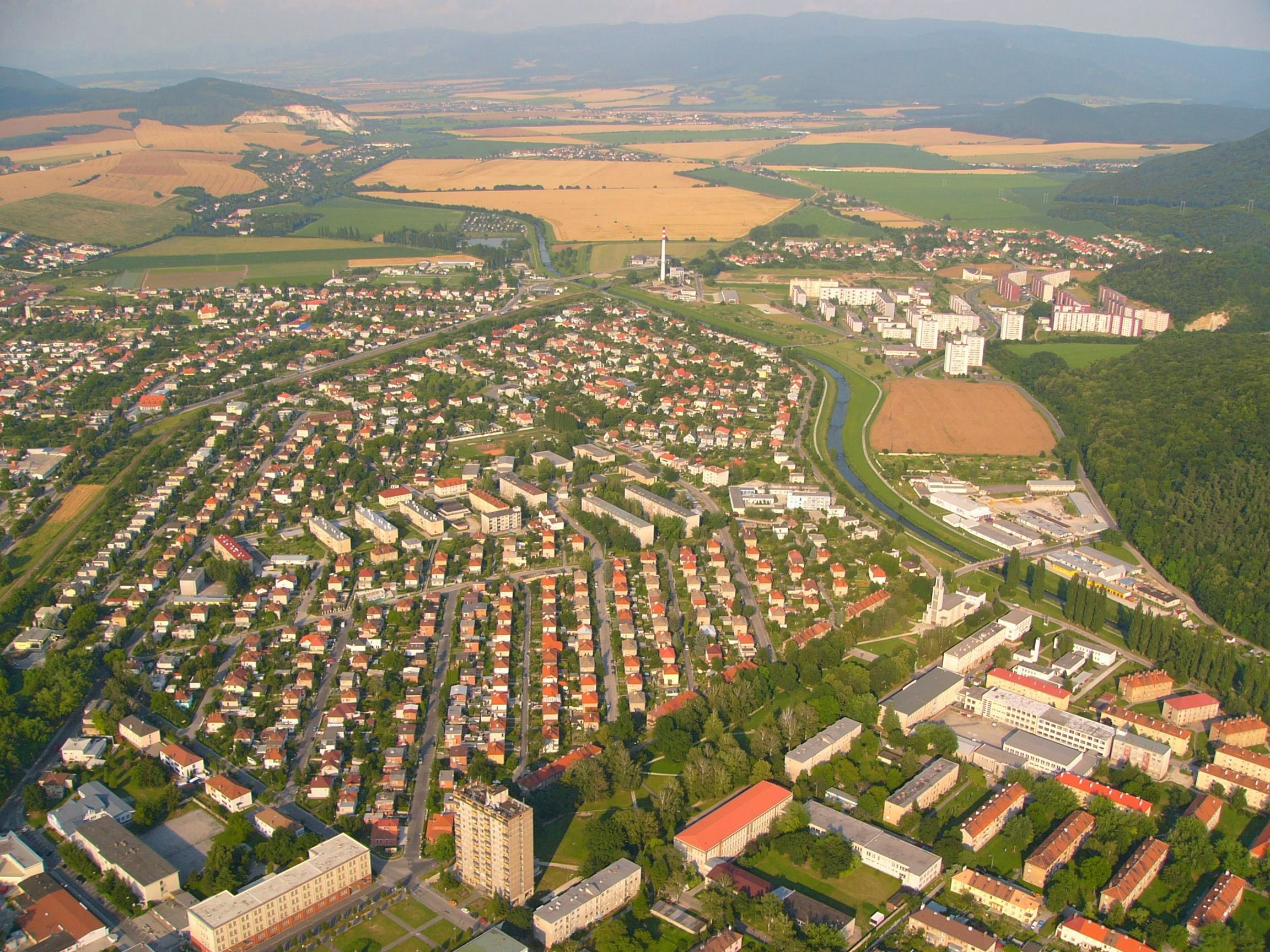

منطقه صنعتی (انگلیسی: Industrial district) (ID) مکانی است که کارگران و شرکت های متخصص در صنایع اولیه و کمکی در آن مستقر و مشغول به کار هستند. این مفهوم برای نخستین بار توسط آلفرد مارشال برای توصیف برخی از جنبه های سازمان صنعتی کشورها استفاده شد. در اواخر دهه ۱۹۹۰ میلادی، مناطق صنعتی در کشورهای توسعه یافته یا در حال توسعه مورد توجه زیادی قرار گرفتند.